# Championnat de Sao Tomé-et-Principe de football 2019
Navigation
Édition précédente Édition suivante
La saison 2019 du Championnat de Sao Tomé-et-Principe de football est la 34e édition du championnat de première division nationale. La compétition se déroule de façon parallèle sur les deux îles (São Tomé et Principe) puis le premier de chaque île s'affrontent lors de la finale nationale, disputée en matchs aller et retour. Il y a un système de promotion-relégation pour le championnat de São Tomé alors que sur Principe, les six clubs existants disputent chaque saison la compétition.
C'est le club d'Agrosport FC, champion de São Tomé, qui remporte la compétition cette saison après avoir battu en finale le représentant de Principe, le FC Porto Real. C'est le tout premier titre de champion de São Tomé-et-Principe de l'histoire du club. 

## Participants
- Île de São Tomé :
  - Sporting Clube da Praia Cruz
  - Santana FC - Promu de D2
  - UDRA
  - Vitória Riboque
  - Folha Fede
  - Caixão Grande
  - Aliança Nacional
  - 6 de Setembro
  - Sporting São Tomé
  - Palmar Lusitanos - Promu de D2
  - Agrosport FC
  - Trindade FC
- Île de Principe :
  - Sporting Clube do Principe
  - GD Os Operários
  - UDAPB
  - FC Porto Real
  - GD Primeiro de Maio
  - GD Sundy

## Compétition

### Classement
Le classement est établi sur le barème de points classique (victoire à 3 points, match nul à 1, défaite à 0). Pour départager les égalités, on tient d'abord compte de la différence de buts générale, puis du nombre de buts marqués, puis des confrontations directes.
| Rang | Équipe                       | Pts | J  | G  | N | P  | Bp | Bc | Diff |
| ---- | ---------------------------- | --- | -- | -- | - | -- | -- | -- | ---- |
| 1    | Agrosport FC                 | 45  | 22 | 13 | 6 | 3  | 38 | 27 | +11  |
| 2    | Sporting Clube da Praia Cruz | 43  | 22 | 13 | 4 | 5  | 49 | 23 | +26  |
| 3    | UDRAT                        | 42  | 22 | 12 | 6 | 4  | 54 | 26 | +28  |
| 4    | Trindade FC                  | 34  | 22 | 9  | 7 | 6  | 33 | 31 | +2   |
| 5    | Vitória Riboque              | 29  | 22 | 7  | 8 | 7  | 28 | 28 | 0    |
| 6    | 6 de Setembro                | 28  | 22 | 7  | 7 | 8  | 33 | 29 | +4   |
| 7    | Aliança Nacional             | 26  | 22 | 6  | 8 | 8  | 29 | 31 | -2   |
| 8    | Palmar LusitanosP            | 26  | 22 | 6  | 8 | 8  | 31 | 33 | -2   |
| 9    | Caixão Grande                | 24  | 22 | 5  | 9 | 8  | 21 | 31 | -10  |
| 10   | Sporting São Tomé            | 22  | 22 | 6  | 4 | 12 | 22 | 51 | -29  |
| 11   | Folha Fede                   | 17  | 22 | 3  | 8 | 10 | 24 | 37 | -13  |
| 12   | Santana FCP                  | 16  | 22 | 3  | 7 | 11 | 27 | 42 | -15  |

| Rang | Équipe                     | Pts | J  | G  | N | P  | Bp | Bc | Diff |
| ---- | -------------------------- | --- | -- | -- | - | -- | -- | -- | ---- |
| 1    | GD Os Operários            | 46  | 19 | 15 | 1 | 3  | 55 | 23 | +32  |
| 2    | FC Porto RealC             | 41  | 19 | 13 | 2 | 4  | 69 | 19 | +50  |
| 3    | GD Sundy                   | 32  | 18 | 10 | 2 | 6  | 50 | 27 | +23  |
| 4    | Sporting Clube do Principe | 26  | 19 | 8  | 2 | 9  | 31 | 36 | -5   |
| 5    | UDAPB                      | 11  | 17 | 3  | 2 | 12 | 14 | 55 | -41  |
| 6    | GD Primeiro de Maio        | 3   | 18 | 0  | 3 | 15 | 17 | 76 | -59  |

|  | Qualification pour la finale nationale                                             |
|  | Relégation directe en Segunda Divisão                                              |
|  | T : Tenant du titre C : Vainqueur de la Taça Nacional P : Promu de Segunda Divisão |

### Finale nationale
| Équipe 1     | Résultat | Équipe 2        | Aller | Retour |
| ------------ | -------- | --------------- | ----- | ------ |
| Agrosport FC | 4 - 1    | GD Os Operários | 4 - 1 | 0 - 0  |

## Bilan de la saison
| Championnat de Sao Tomé-et-Principe de football 2019 |                          |
| Champion                                             | Agrosport FC (1er titre) |
| Coupes et trophées                                   |                          |
| Vainqueur de la Coupe de Sao Tomé-et-Principe 2019   | FC Porto Real            |
| Qualifications continentales                         |                          |
| Ligue des champions de la CAF 2019-2020              | Aucun                    |
| Coupe de la confédération 2019-2020                  | Aucun                    |
| Promotions et relégations                            |                          |
| Promus en Primeira Divisão de São Tomé               | UD Correia               |
| Promus en Primeira Divisão de São Tomé               | CD Guadalupe             |
| Relégués en Segunda Divisão de São Tomé              | Folha Fede               |
| Relégués en Segunda Divisão de São Tomé              | Santana FC               |